# Château des Comtes de Challes
 (juin 2018).
Si vous disposez d'ouvrages ou d'articles de référence ou si vous connaissez des sites web de qualité traitant du thème abordé ici, merci de compléter l'article en donnant les références utiles à sa vérifiabilité et en les liant à la section « Notes et références ».
Le château de Challes dit par la suite des Comtes de Challes est un château du XIIIe siècle situé en France sur la commune de Challes-les-Eaux, dans le département de la Savoie en région Auvergne-Rhône-Alpes. Il s'agit de l'ancienne demeure des comtes de Challes puis des marquis de Challes.

## Situation
Le château est situé dans la Montée du Château, au nord-est de la commune de Challes-les-Eaux, en Savoie.

## Histoire

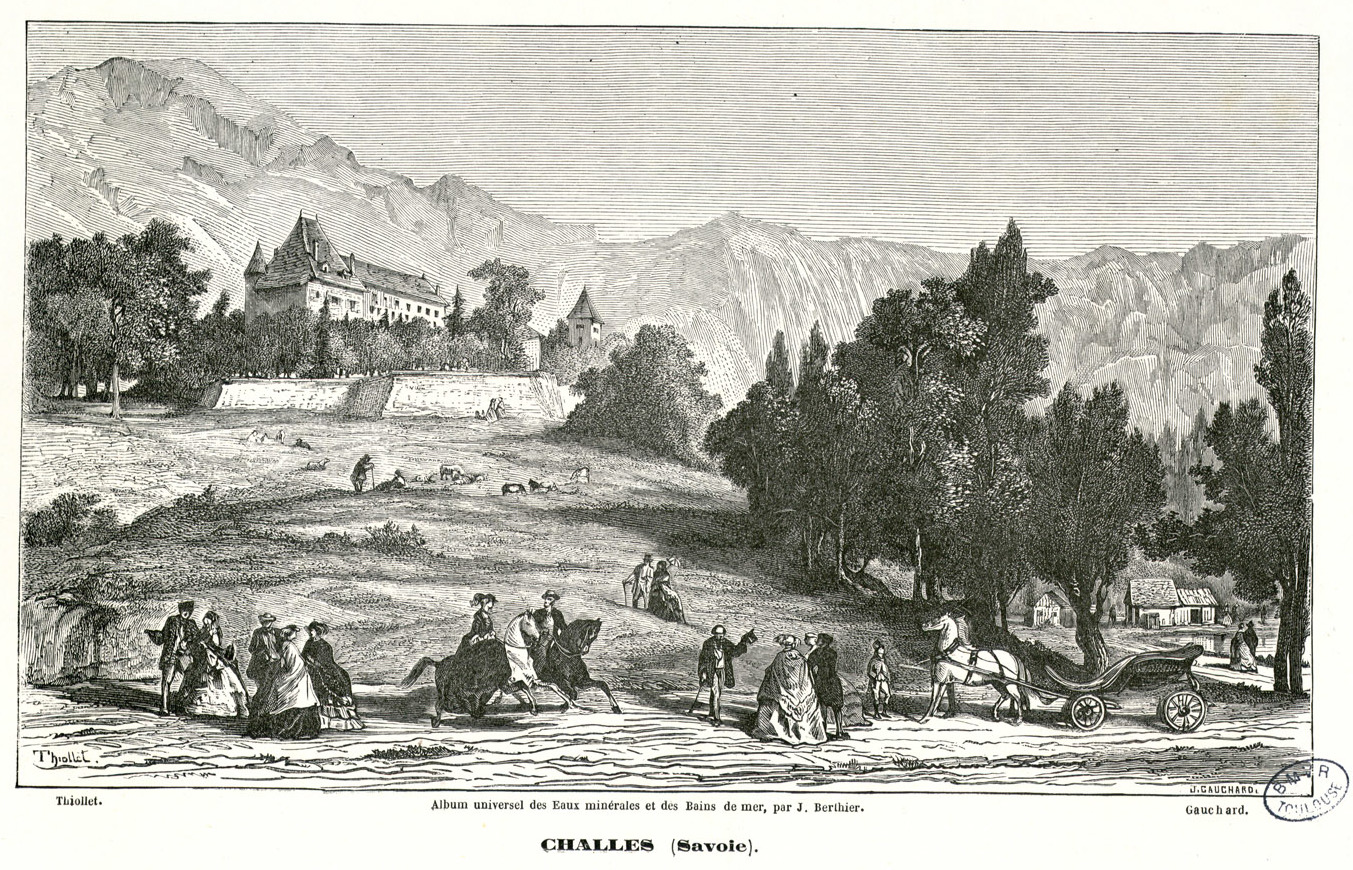
Une gravure du château des Comtes de Challes en 1862.

Le château a été construit au XIIIe siècle par Étienne de Challes. En 1590, Louis de Challes décède sans héritier direct, devenant le dernier descendant d’Étienne.
En 1594, ses biens furent cédés à Louis Milliet, baron de Faverges.
La famille Milliet, est une très ancienne famille savoyarde, originaire de Genève. Les membres de la famille sont successivement titrés baron puis marquis de Faverges (1644), baron (1595) puis marquis de Challes (1669), baron (1628) puis marquis d'Arvillars (1678). La famille Milliet est composée de trois branches : Faverges, Challes et Arvillars, et subsiste encore.
La seigneurie de Challes est transmise de père en fils dans la famille Milliet : Louis, puis son fils Hector, puis Jean Louis, puis Jean Baptiste, puis Henri Joseph Milliet de Challes, dernier de sa branche, mort en 1777. Du temps des marquis de Challes, Jean-Jacques Rousseau est venu donner des leçons de musique à deux demoiselles Milliet de Challes : Catherine Françoise (future marquise Costa de Beauregard) et Gasparde, qu'il décrit dans ses Confessions. Après la mort du dernier marquis de Challes, le château passe à la branche aînée : les Milliet de Faverges.
A la Révolution, Jacques-Antoine Balmain, juge au Tribunal d'appel de Grenoble, achète le domaine de Challes et ses dépendances par contrat du 5 thermidor an IV. La fille de Balmain épouse le docteur Louis Domenget, médecin du roi de Sardaigne, syndic de la commune, qui découvre en 1841 la source qui change la destinée de la commune jusqu'à lui donner un nouveau nom en 1872 : Challes-les-Eaux,. Domenget vend le château et les eaux à la “Société des eaux minérales de Challes” qui transforme le château en hôtel, fait construire un bâtiment autour du donjon et renomme l’ensemble « Hôtel du Château » et s'occupe des thermes.
En 2002, il est racheté par Gérard Trèves qui continue de l’exploiter comme hôtel-restaurant sous le nom de « Château des Comtes de Challes ». Aujourd’hui, l’hôtel est classé Trois étoiles et est dirigé par Florian Trèves, le fils de Gérard Trèves.